# Grand Ridge (Florida)
Grand Ridge es un pueblo ubicado en el condado de Jackson en el estado estadounidense de Florida. En el Censo de 2010 tenía una población de 892 habitantes y una densidad poblacional de 83,67 personas por km².

## Geografía
Grand Ridge se encuentra ubicado en las coordenadas 30°42′41″N 85°1′10″O / 30.71139, -85.01944. Según la Oficina del Censo de los Estados Unidos, Grand Ridge tiene una superficie total de 10.66 km², de la cual 10.23 km² corresponden a tierra firme y (4.06%) 0.43 km² es agua.

## Demografía
Según el censo de 2010, había 892 personas residiendo en Grand Ridge. La densidad de población era de 83,67 hab./km². De los 892 habitantes, Grand Ridge estaba compuesto por el 90.81% blancos, el 5.16% eran afroamericanos, el 1.46% eran amerindios, el 0% eran asiáticos, el 0.11% eran isleños del Pacífico, el 0.34% eran de otras razas y el 2.13% pertenecían a dos o más razas. Del total de la población el 1.23% eran hispanos o latinos de cualquier raza.